# 兵庫県立尼崎工業高等学校
兵庫県立尼崎工業高等学校（ひょうごけんりつ あまがさきこうぎょうこうとうがっこう）は、兵庫県尼崎市長洲中通一丁目に所在する県立の工業高等学校。

## 沿革
- 1937年9月 - 兵庫県立尼崎工業学校として設置認可。
- 1948年4月 - 兵庫県立尼崎工業高等学校へ校名変更。

## 設置学科
- 全日制課程
  - 機械科
  - 建築科
  - 電気科
  - 電子科

定時制課程は、兵庫県立神崎工業高等学校として併設されている。

## 校歌
- 古田栄一作詞／田口寛作曲

## クラブ活動
- ウエイトリフティング部は全国大会常連で男子・女子ともに全国制覇経験あり。団体戦でも県大会を制覇している。
- 顧問の教諭も現役選手で全国大会や国体で輝かしい成績を残している。
- 自動車部は国際レースで高校日本一の座を奪うなど陰ながら活躍している（旋盤の大会でもよい成績を残している）。

## 著名な卒業生
- 岡田功（プロ野球選手、審判員）
- 豊長みのる（俳人）
- 岡田豊（プロ野球選手、審判員）
- 滝崎武光（キーエンス創業者、日本の富豪ランキング3位）
- 西村基史（プロ野球選手）
- 松本人志（ダウンタウン）
- 一色銀河（作家）
- 山本和作（学生野球指導者、プロ野球選手）